# Saeroen

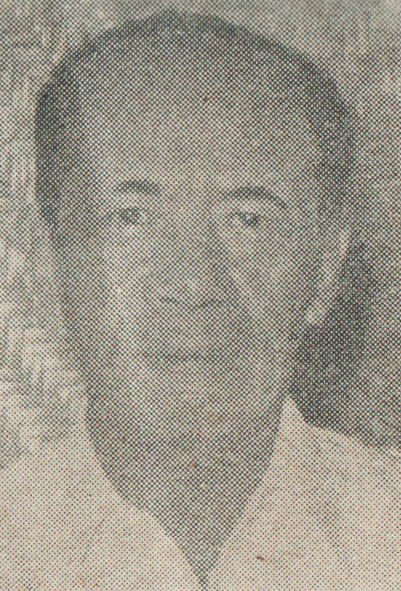
Saeroen em 1958

Saeroen (Saerun na Ortografia Aprimorada) ou Kampret (morto em Bogor em 6 de outubro de 1962) foi um jornalista e roteirista indonésio. 

## Biografia
Saeroen nasceu em Yogyakarta, então parte das Índias Orientais Neerlandesas, filho de um cortesão (abdi dalem). Após um período trabalhando em estações ferroviárias na Batávia, tornou-se jornalista, por fim cofundando seu próprio jornal, Pemandangan, onde assinava com Kampret, mas este acabou sendo fechado pelos holandeses por seus textos anticoloniais. Continuou trabalhando com notícias, até escrever seu primeiro filme, Terang Boelan, ao qual se seguiram muitos outros. Parou de trabalhar em filmes durante a ocupação japonesa da Indonésia, período no qual sua produção é desconhecida, mas ressurgiu em 1953, novamente escrevendo para jornais. Morreu em Bogor em 6 de outubro de 1962.